# NF-κB
NF-κB（エヌエフ・カッパー・ビー、核内因子κB、nuclear factor-kappa B）は転写因子として働くタンパク質複合体である。NF-κBは1986年にノーベル生理学医学賞受賞者であるデビッド・ボルティモアらにより発見された。免疫グロブリンκ鎖遺伝子のエンハンサー領域に結合するタンパク質として発見され、当初はB細胞に特異的なものと考えられていたが、後に動物のほとんど全ての細胞に発現していることが明らかとなった。高等生物に限らずショウジョウバエやウニなどの無脊椎動物の細胞においてもNF-κBが発現している。
NF-κBはストレスやサイトカイン、紫外線等の刺激により活性化される。NF-κBは免疫反応において中心的役割を果たす転写因子の一つであり、急性および慢性炎症反応や細胞増殖、アポトーシスなどの数多くの生理現象に関与している。NF-κB活性制御の不良はクローン病や関節リウマチなどの炎症性疾患をはじめとし、癌や敗血症性ショックなどの原因となり、特に悪性腫瘍では多くの場合NF-κBの恒常的活性化が認められる。さらにNF-κBはサイトメガロウイルス (CMV) やヒト免疫不全ウイルス (HIV) の増殖にも関与している。 

## NF-κBファミリー

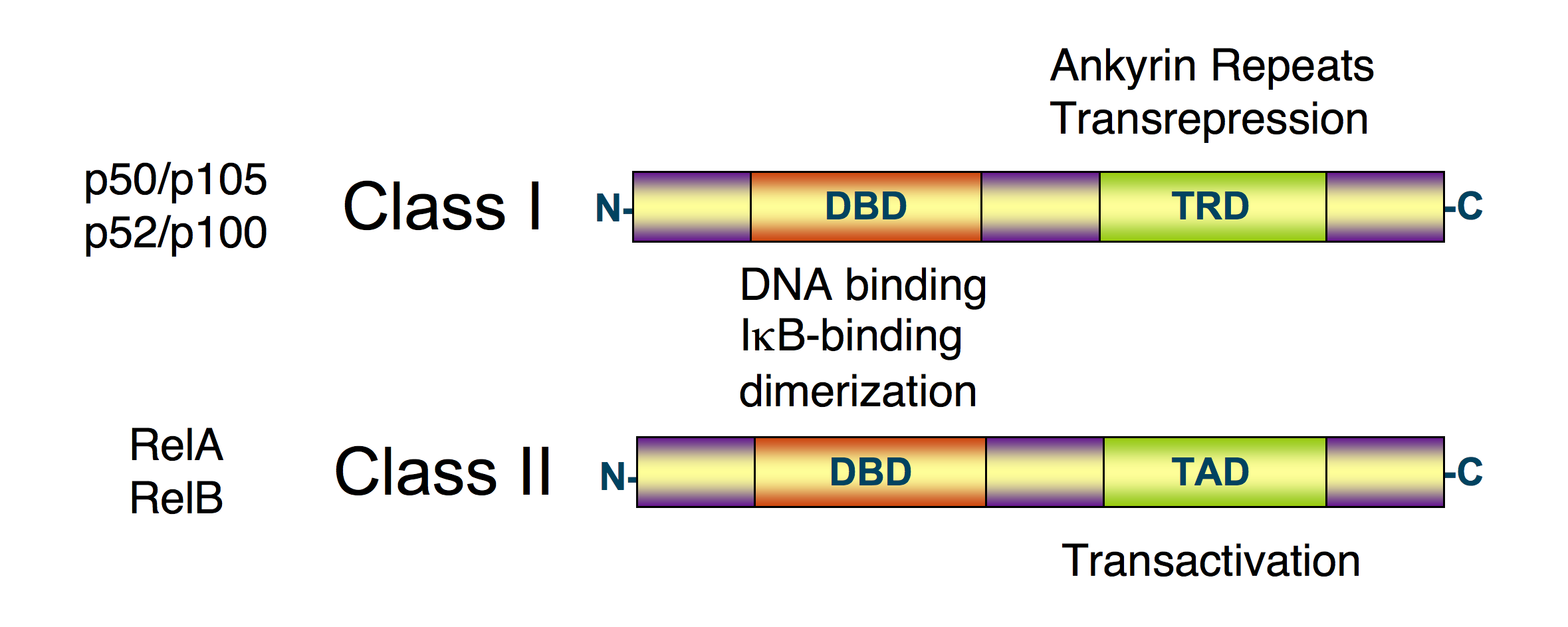
NF-κBの構造の模式図。
DBD:DNA 結合ドメイン（=Relホモロジードメイン <RHD>）
TRD:転写抑制ドメイン
TAD:転写活性化ドメイン

哺乳類においてNF-κBファミリー（Relファミリー）に属する分子は下記に示す5種類が知られている。これらの分子がホモあるいはヘテロ二量体を形成したものが転写因子として機能する。NF-κBファミリーに属する分はアミノ基側末端に約300アミノ酸残基から成るRelホモロジードメイン (RHD) を有し、この構造がDNAとの結合や核内移行、二量体の形成に寄与している。
NF-κBは構造的にクラスI（上）とクラスII（下）の2つに分類される。どちらもアミノ基側にDNA結合ドメイン (DBD) を有し、二量体の形成やIκB（後述）との結合に関与している。

### クラスI
- NF-κB1 (p105/p50)
- NF-κB2 (p100/p52)

これらはそれぞれ前駆体であるp105およびp100として産生され、プロテアソームによる限定分解を受けることにより成熟体であるp50およびp52となる。いずれも転写活性化に関与するドメインを欠損しており、p50とp52が二量体を形成した場合には活性化した遺伝子の転写を抑制する機能を持つようになる。これらの分子が転写活性化能を示すためには下記に示すクラスIIの分子とヘテロ二量体を形成する必要がある。NF-κBクラスI のカルボキシル基側にはタンパク質相互作用に関与するアンキリンリピートと呼ばれる配列が存在し、転写抑制作用に関与している。

### クラスII
- RelA (p65)
- RelB
- c-Rel

クラスIIのカルボキシル基側には転写活性化作用に関与するドメインが存在する。なお、上図中には示されていないがc-RelもクラスII に分類される分子である。
これらの分子はインターロイキン（IL-1、IL-6、IL-8など）や誘導型一酸化窒素合成酵素 (iNOS)、接着分子 (ICAM、VCAM)、シクロオキシゲナーゼ2 (COX-2)などの分子の発現亢進に関与する。

## 活性化

### 古典的経路

転写因子NF-κBの活性化機構（古典的経路）。IκBが外れるとNF-κBは核内へと移行し、DNAと結合することが可能となる。

不活性なNF-κBは細胞質に優位に存在し、RHDを介してアンキリンファミリーに属する分子であるIκB (Inhibitor κB) と結合することによりその活性を抑制されている。しかし、何らかの刺激（リポ多糖、TNF-α等）によりIκBαのセリン残基をリン酸化する酵素複合体であるIκBキナーゼ (IKK) が活性化されるとIκBαはタンパク質分解酵素複合体であるプロテアソームにより分解を受ける。IKK複合体はIKKα、βおよびγ (NEMO) の各サブユニットから構成されている。これによりIκBαによりマスクされていたNF-κB (p50-RelA) の核内移行シグナルが露出し、核に移行できるようになる。その後、NF-κBはDNA上のκBモチーフ (GGGACTTTCC) と呼ばれる配列に結合し、目的遺伝子の転写活性化を行う。

### 非古典的経路
細胞への刺激により活性化したNIK (NF-κB Inducing Kinase) はIKKαから構成される酵素複合体を活性化し、p100-RelB複合体を限定分解へと導く。これにより産生されたp52-RelBはDNAに結合し、転写活性を示す。

### NF-κBを活性化する分子
古典経路
- IL-1
- TNF-α
- LPS
- 活性酸素

非古典経路
- CD40L
- BAFF
- RANKL
- LTβ

### NF-κBにより転写が活性化される分子
- IL-1
- IL-2
- IL-6
- IL-8
- IL-12
- TNF-α
- COX2
- VCAM
- ICAM

## 疾患における役割
NF-κBは真核生物の細胞に広く分布し、細胞の増殖や生存に関与している。多くの腫瘍細胞ではNF-κBが恒常的な活性化を受けている。NF-κBを阻害することにより細胞増殖を抑制し、抗がん剤への感受性が増大する。このようなことより、NF-κBは癌の化学療法におけるターゲットとして注目されている。NF-κBはその他にも気管支喘息や炎症性腸疾患、関節炎、敗血症などの疾患の病態形成に関与している。